# 小行星234750
小行星234750（234750 Amymainzer）是一颗绕太阳运转的小行星，为主小行星带小行星。该小行星于2002年7月8日发现。
該小行星以美國天文學家艾米·邁恩澤命名。

## 轨道参数
小行星234750的轨道半长轴为，离心率为。